# 津輕尾上站

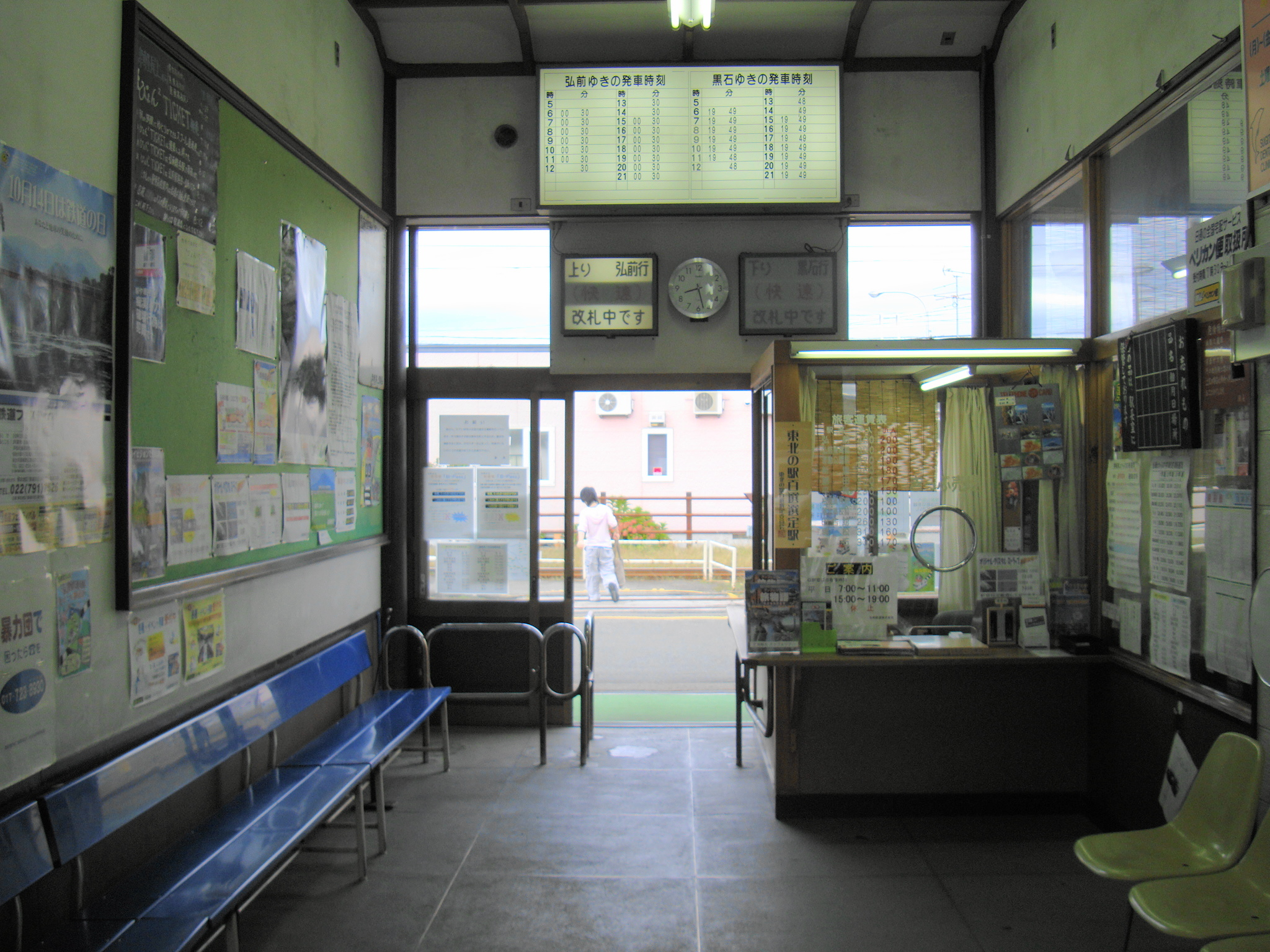
櫃臺與檢票口

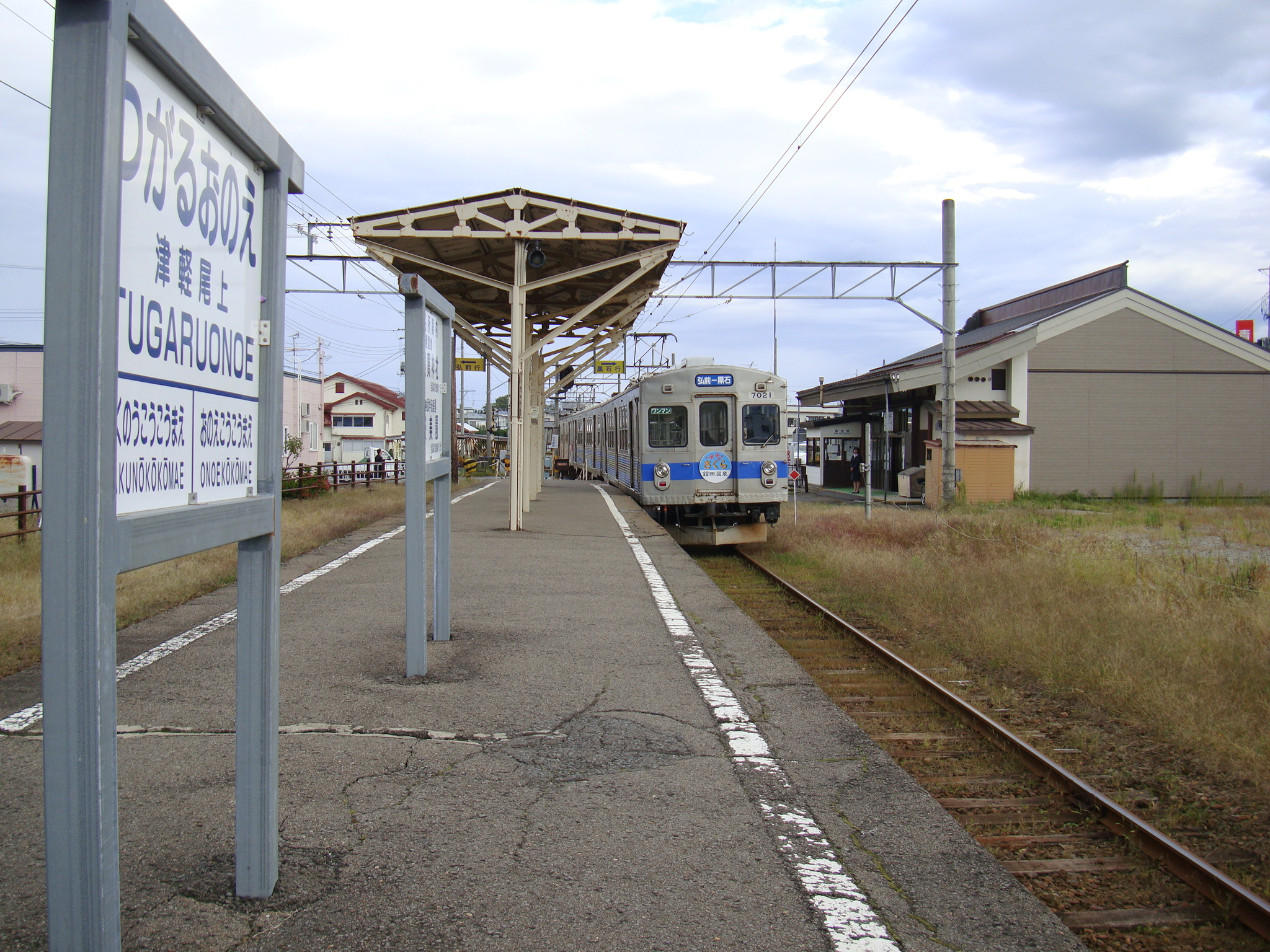
月台

津輕尾上站（日语：／ Tsugaru-Onoe eki */?）是位於青森縣平川市中佐渡南田18番2號，弘南鐵道的弘南線車站。

## 車站構造

### 站房
仿古風的單層第二代站房一座，屋頂舖有瓦片，但是站房本身卻採用了鋼架及木板所建成。正門玄關及閘口設於中央偏左側，左側為候車大廳，右側近閘口為站務室，在平日早上7時至11時設有車站職員當值，負責發售硬式車票；前方為自由通道，可通往縣道106號方向的側門；其餘部份則用作出租用途。過往曾有音樂教室、社福機構等租用，現時為車站食堂。
站房左側原建有Coop青森尾上店，但早於2010年代初期便遭拆去，現時仍為空地及用作停車場之用。
通過閘口，橫過往黑石方向路軌的平交道後便能到達月台。

### 月台
設有島式月台1個。在現時的班次下，上午6時時段至8時時段的列車會在本站作列車交會。列車採用右側通行的模式，全在左側上落客。
| 月台       | 路線    | 方向     |
| ---------- | ------- | -------- |
| 靠近站房側 | ■弘南線 | 黑石方向 |
| 遠離站房側 | ■弘南線 | 弘前方向 |

## 歷史
- 1927年7月1日：車站啟用。
- 1950年7月1日：此站至弘南黑石站之間開通，此站成為中途車站。
- 1979年：

- 7月1日：結束貨物起卸業務。
- 9月7日：新建站房。

- 1980年9月10日：降為業務委託車站。
- 2002年：被選為東北車站百選之一。
- 2007年3月31日：站房內的弘南生協尾上店結業。
- 2021年7月1日：於站內增設了「共享結他」，最初只打算作兩個月的試驗性質，因反應理想，終成為永久設置[1]。
- 2023年4月12日：增設車站編號[2]。

## 使用狀況
| 1日上落車人次 | 1日上落車人次 |
| 年度          | 1日平均人次   |
| ------------- | ------------- |
| 2011年        | 440           |
| 2012年        | 461           |
| 2013年        | 442           |
| 2014年        | 395           |
| 2015年        | 381           |
| 2016年        | 393           |
| 2017年        | 416           |
| 2018年        | 212           |
| 2019年        | 202           |
| 2020年        | 323           |
| 2021年        | 318           |
| 2022年        | 167           |

## 其他
- 此站被選為東北車站百選之一，理由是「車站大樓是一彷廟宇建築，參照由坂上田村麻呂建立的的猿賀神社（日语：猿賀神社）」。

## 相鄰車站
弘南鐵道
 ■弘南線
柏農高中前（KK07）－津輕尾上（KK08）－尾上高中前（KK09）

## 外部連結
- 津輕尾上站 （页面存档备份，存于）（日語） （各站資訊） - 弘南鐵道